# Duplicaria kirai
Duplicaria kirai is een slakkensoort uit de familie van de Terebridae. De wetenschappelijke naam van de soort is voor het eerst geldig gepubliceerd in 1962 door Oyama.